# قطار (مجموعه تلویزیونی)
قطار (انگلیسی: Train; کره‌ای: 트레인) یک مجموعه تلویزیونی کره جنوبی سال ۲۰۲۰ با بازی یون شی-یون، کیونگ سو جین و شین سو یول است. این مجموعه از ۱۱ ژوئیه تا ۱۷ اوت ۲۰۲۰، روزهای شنبه و یکشنبه ساعت ۲۲:۳۰ (کی‌اس‌تی) از اوسی‌ان برای ۱۲ قسمت پخش شد.

## بازیگران

### اصلی
- یون شی-یون در نقش سو دو وون
  - لی مین جه در نقش جوانی سو دو وون
- کیونگ سو جین در نقش هان سو کیونگ
  - ایم چه هیون در نقش جوانی هان سو کیونگ
- شین سو یول در نقش لی جونگ مین